# A través de tu mirada
A través de tu mirada es una película española de 2024 de drama romántico dirigida por Marçal Forés y escrita por Eduard Solà, basada en los personajes de la novela A través de mi ventana creados por Ariana Godoy. Es una secuela de A través de mi ventana (2022) y A través del mar (2023), y la tercera y última entrega de la trilogía A través de mi ventana. Está protagonizada por Clara Galle y Julio Peña Fernández. Se estrenó en Netflix el 23 de febrero de 2024.

## Trama
Hace ya algún tiempo que Raquel (Clara Galle) y Ares (Julio Peña Fernández) dejaron de ser novios. Ahora él vuelve a casa por Navidad y el reencuentro entre ambos no se hace esperar. Podrían saludarse cordialmente y nada más pero verse de nuevo despierta en ambos algo difícil de contener: la tensión entre el dios griego y la bruja sigue intacta y no tardará en hacer saltar las fiestas navideñas por los aires.

## Reparto
- Clara Galle como Raquel Mendoza
- Julio Peña Fernández como Ares Hidalgo
- Eric Masip como Artemis Hidalgo
- Hugo Arbués como Apolo Hidalgo
- Natalia Azahara como Daniela Fernández
- Emilia Lazo como Claudia Martínez
- Andrea Chaparro como Vera Herrando
- Iván Lapadula como Gregory Garrido
- Carla Tous como Anna Garrido
- Pilar Castro como Tere
- Abel Folk como Juan Hidalgo
- Lucy Chaparro como Camila
- Rachel Lascar como Sofía Hidalgo

## Producción
El 15 de febrero de 2022, después del éxito de A través de mi ventana, Netflix anunció que había encargado dos secuelas de la película, las cuales se desviarían de las secuelas de la novela, A través de ti y A través de la lluvia, que estaban protagonizadas respectivamente por Apolo y Artemis Hidalgo (hermanos de Ares, protagonista de la primera película), para en su lugar continuar la historia original de los personajes de Raquel y Ares. En junio de 2023, días antes del estreno de A través del mar, Netflix reveló durante su evento de TUDUM de 2023 que la tercera entrega estaría titulada A través de tu mirada. Ese mismo mes, el 26 de junio, tan solo tres días después del estreno de A través del mar,los actores protagonistas de la saga, Clara Galle y Julio Peña Fernández, revelaron que la tercera entrega ya estaba rodada, ya que fue grabada en conjunto con la segunda entrega de la trilogía entre abril y julio de 2022.

## Lanzamiento y marketing
Junto con la revelación de su título, Netflix anunció durante su evento de TUDUM de 2023 que A través de tu mirada llegaría en algún punto de 2024. En diciembre de 2023, la plataforma sacó las primeras imágenes de la película y concretó la fecha de estreno de la cinta para el 23 de febrero de 2024.

## Recepción
A través de tu mirada ha recibido críticas negativas por parte de los críticos. Pablo Juan Nieto de Los Lunes Seriéfilos cuestionó la idea de adaptar la novela de Godoy en una trilogía cinematográfica, diciendo que "son tres películas y, sin embargo, hay material para una serie con varias temporadas" y describiendo las tres cintas como "superficiales, con una resolución de los conflictos apresurada y con un ritmo acelerado pero carente de emoción", y de la tercera entrega en particular dijo que "parece limitarse a adaptar el material del libro sin hacer cambios arriesgados" y que "continúa perpetuando una larga lista de estereotipos normativos", concluyendo que "intenta terminar de hilar lo que ya vimos en la anterior entrega, A través del mar, sin un mejor resultado". Lionel Marrero de Soydecine la describió como "tan continuista en todos sus apartados que sentimos que, tal y como era de esperar, no estamos viendo nada nuevo" y también cuestionó si habría sido mejor idea hacer una serie en vez de una trilogía de películas, además de llamar a sus personajes "individuos estereotipados y extremadamente simples" y decir de la trama que "no es lo suficientemente novedosa como para justificar la producción de una nueva entrega" y que es "tan predecible que aburre", concluyendo que, a pesar de no ser él mismo su público objetivo, "el público adolescente se merece más" y que "lo mejor de esta [película] es que, por fin, la trilogía se acaba aquí".